# Шосе (Приморска Сена)
Шосе (фр. Chaussée) насеље је и општина у северној Француској у региону Горња Нормандија, у департману Приморска Сена која припада префектури Дјеп.
По подацима из 2011. године у општини је живело 510 становника, а густина насељености је износила 63,12 становника/km². Општина се простире на површини од 8,08 km². Налази се на средњој надморској висини од 120 метара (максималној 146 m, а минималној 47 m).

## Демографија
| 1962. | 1968. | 1975. | 1982. | 1990. | 1999. | 2011. |
| ----- | ----- | ----- | ----- | ----- | ----- | ----- |
| 190   | 210   | 206   | 238   | 300   | 288   | 510   |

График промене броја становника у току последњих година